# Scurrula cordifolia
Espèce
Scurrula cordifolia est une espèce de plantes dicotylédones parasites de la famille des Loranthaceae, originaire d'Asie.
Cette espèce de plante parasite divers arbres fruitiers ou essences forestières dans les régions de l'Himalaya occidental, causant des dégâts significatifs. Elle est parasitée par une autre plante parasite, Viscum loranthi (Viscaceae), qui s'est révélée, dans les années 1970, être un moyen efficace de limiter l'expansion de Scurrula cordifolia dans la région des monts de Siwalik au Népal. En effet Viscum loranthi, qui est un hyperparasite spécifique des Viscaceae, est capable de tuer la plante parasite sans affecter les arbres qui la portent.  